# Ceriagrion auranticum
Ceriagrion auranticum е вид водно конче от семейство Coenagrionidae. Видът не е застрашен от изчезване.

## Разпространение
Разпространен е във Виетнам, Индонезия (Малки Зондски острови, Суматра и Ява), Китай (Гуандун, Гуанси, Фудзиен и Хайнан), Лаос, Малайзия (Западна Малайзия), Мианмар, Провинции в КНР, Северна Корея, Тайван, Тайланд, Хонконг, Южна Корея и Япония (Рюкю).